# 다카다 마사아키
다카다 마사아키(일본어: 高田 昌明, 1973년 7월 26일 ~ )는 일본의 전 축구 선수이다.

## 구단 경력
1992년 J1리그의 요코하마 플뤼겔스에 입단했다. 1993년에 천황배 우승을 차지했다. 1996년까지 77경기에 출전하여, 3득점을 넣었다. 1997년 비셀 고베로 이적했다. 그후 요코하마 FC, 소니 센다이 FC에서 활동했다. 2006년후 현역 은퇴.